# Stigmella macrolepidella
Stigmella macrolepidella is een vlinder uit de familie dwergmineermotten (Nepticulidae). De wetenschappelijke naam is voor het eerst geldig gepubliceerd in 1978 door Klimesch.
De soort komt voor in Europa.